# Злость (фильм)
«Злость» (англ. Vice) — криминальный фильм Рауля Санчеса Инглиса, вышедший на DVD в 2008 году. Главные роли исполнили Майкл Мэдсен и Дэрил Ханна. Фильм посвящается памяти Криса Пенна (1965—2006).

## Сюжет
Во время операции по задержанию наркоторговцев с места преступления пропадает 40 килограммов героина. Подозрение падает на группу полицейских, проводивших операцию. Вскоре оставшиеся на свободе наркодельцы начинают убивать их одного за другим в отместку за пропавший товар. Доверие между напарниками всё больше ослабевает и главным подозреваемым становится Уокер. Когда-то он был уважаемым полицейским, но после смерти жены стал каждую ночь просиживать в баре или снимать проститутку. Люди, верившие в него, уже убиты, а другие отвернулись. Теперь ему приходится самому искать настоящего виновного.

## Актёры
- Майкл Мэдсен — Уокер
- Дэрил Ханна — Солт
- Майкелти Уильямсон — Сампсон
- Марк Бун младший — Багсби
- Джон Кассини — Травалино
- Аарон Перл — Чемберс
- Мэттью Роберт Келли — Зелко
- Николас Ли — Дженкинс
- Бетти Линде — мать Уокера
- Брэндон Джей МакЛарен — водитель

## Критика
На агрегаторе-рецензий Rotten Tomatoes фильм имеет 29 процентов «свежести» на основе семи рецензий. Энди Уэбстер из New York Times оценил фильм на 2,5 балла из 5 и отметил что «Злость, запутанный и одноразовый криминальный триллер, имеющий скромные достоинства».